# Zentsuji
Zentsuji (善通寺市 -shi) é uma cidade japonesa localizada na província de Kagawa.
Em 2003 a cidade tinha uma população estimada em 36 010 habitantes e uma densidade populacional de 902,96 h/km². Tem uma área total de 39,88 km².
Recebeu o estatuto de cidade a 31 de Março de 1954.